# Померли в серпні 2014

## 29 серпня
- Зязюн Іван Андрійович, 76, академік Національної академії педагогічних наук України.

## 27 серпня
- Семенюк-Самсоненко Валентина Петрівна, 57, Голова Фонду державного майна (2005—2008).
- Віктор Стенджер, 79, американський астроном, філософ, атеїст та автор книги «Бог: невдала гіпотеза».

## 26 серпня
- Пилипчук Ростислав Ярославович, 78, ректор Київського державного інституту театрального мистецтва імені І. К. Карпенка-Карого (1983—2003).

## 24 серпня
- Річард Аттенборо, 90, англійський кіноактор, режисер.
- Стадник Леонід Степанович, 44, український громадянин, найвища людина планети.

## 19 серпня
- Хоменко Микола Григорович, 80, Народний депутат України (1990—1994), секретар Адміністрації Президента України (1991—1994).

## 18 серпня
- Джим Джеффордс, 80, американський політик, сенатор США.

## 16 серпня
- Всеволод Нестайко, 84, український письменник. [Архівовано 4 березня 2016 у Wayback Machine.]

## 15 серпня
- Лук'янова Олена Михайлівна, 91, український вчений у галузі педіатрії, Почесний громадянин Києва (1997).

## 12 серпня
- Лорен Беколл, 89, американська акторка.

## 11 серпня
- Робін Вільямс, 63, американський актор-комік, лауреат кінопремії «Оскар» (1998). Самогубство.
- Губка Іван Миколайович, в'язень концтаборів, учасник Норильського повстання.

## 9 серпня
- Баль Андрій Михайлович, 56, радянський футболіст та український футбольний тренер, найбільше відомий за виступами у складі київського «Динамо» та збірної СРСР; помер під час футбольної гри.

## 8 серпня
- Ральф Браянс, 72, північноірландський мотогонщик, чемпіон світу з шосейно-кільцевих мотогонок серії MotoGP.
- Пітер Скалторп, 85, австралійський композитор.

## 4 серпня
- Левітас Ілля Михайлович, 82, громадський діяч, президент Єврейської ради України.

## 3 серпня
- Едвард Бід Кленсі, 90, австралійський кардинал, архієпископ Канберри (1978—1983) і Сіднея (1983—2001).
- Поважний Станіслав Федорович, 76, ректор Донецького державного університету управління у 1992—2007 роках, Герой України.

## 1 серпня
- Белькевич Валентин Миколайович, 41, білоруський та український футболіст, відомий виступами за київське «Динамо».